# 45-ös főút (Magyarország)
A 45-ös főút egy másodrendű, döntően észak–déli irányú főút a magyar Alföldön, amely Csongrád-Csanád és Jász-Nagykun-Szolnok vármegye két városát, Hódmezővásárhelyet Kunszentmártonnal köti össze. Magyarországi viszonylatban rövidnek számít, 50 km hosszú.

## Jellemzői
Kunszentmártonnál ágazik ki a 44-es főútból, majd áthalad a város belterületén és innentől kezdve délnek tart. Szentlászló-major után futása átvált egy rövid, 3 km-es szakaszon északkelet-délnyugativá, így ér be Szentesre. A várost annak keleti részén érinti. Egykor áthaladt rajta, ma jórészt elkerüli Ipartelepi út néven, viszont néhol így is belterületen halad. Itt csatlakozik hozzá a 451-es főút. Szentes után továbbra is délnek tartva mintegy 23 km után éri el Hódmezővásárhelyt.
A főút jellegzetes alföldi útvonal, Kunszentmárton után majd' 25 km-en át egy település sincs az út folyamán, Szentes, majd megint 20 kilométer és következik Hódmezővásárhely. Mindhárom település tipikusan nagy határú, viszonylag nagy népességszámú alföldi mezőváros, ezért útjaik szélesek, jól halad át rajtuk a forgalom.
Az út végig 1×1 sávos, állaga változó. A másodrendű útvonalakhoz képest, amelyek a környéken futnak (44-es, 47-es) nincs túl nagy forgalom rajta, viszont nyári időszakokban a mezőgazdasági munkák miatt leterheltsége jelentősebb. 2008-ban felújították Kunszentmárton és Csongrád-Csanád vármegye határa közötti szakaszát, mely addig igen rossz minőségű volt.

## Útvonala

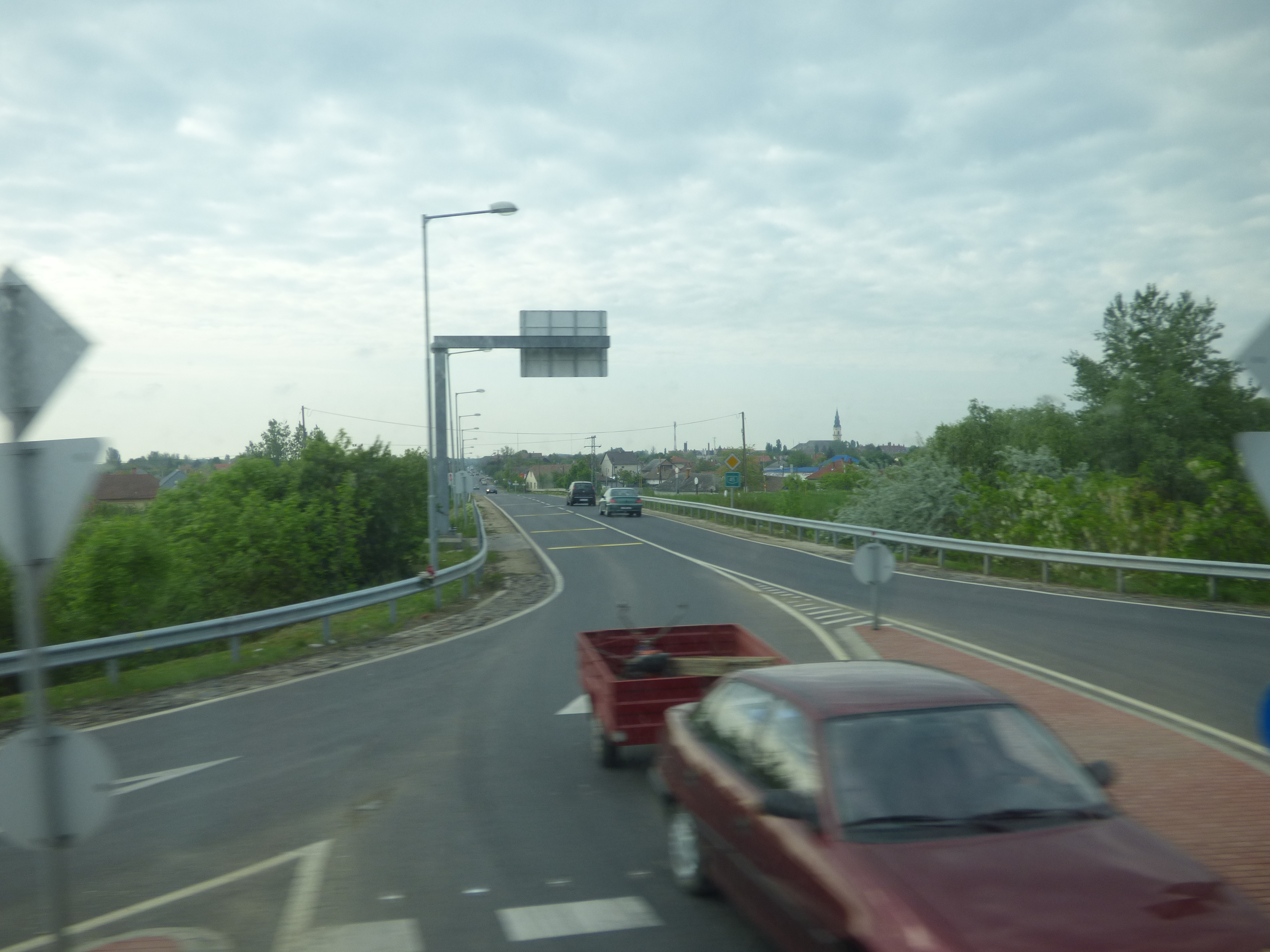
A 45-ös főút kiágazása a 44-es főútból Kunszentmártonnál

- Kunszentmárton belterületének nyugati szélén ágazik ki a 44-es főútból, annak 50+750-es kilométerszelvénye táján. Neve a belterület északi részén Szent Imre herceg utca.
- 1,1 kilométer után, lámpás kereszteződéssel ágazik ki belőle a 44 301-es út Kunszentmárton vasútállomásra.
- Szent István király utca néven folytatódik a belterület déli széléig, amit a 3. kilométere táján ér el.
- 10. kilométere előtt átlép Nagytőke település területére.
- 10,7 kilométer után kiágazik belőle nyugatnak a 4516-os út Nagytőke központja felé; a település lakott területeit a főút nem érinti.
- 12,8 kilométer után már Szentes határai közt húzódik.
- 18. kilométere után beletorkollik kelet felől, Fábiánsebestyén irányából a 4445-ös út.
- 18,9 kilométer után beletorkollik északkelet felől a Szarvastól idáig húzódó 4401-es út.
- 23. kilométerétől Szentes belterületei közt halad.
- 24,5 kilométer után, egy körforgalmú csomópontjába kelet felől beletorkollik a 4642-es út, nyugat felől pedig a 4516-os út.
- 27. kilométere után beletorkollik délkelet felől, Orosháza irányából a 4406-os út.
- 28,5 kilométer után beletorkollik a Kiskunfélegyháza térségétől idáig húzódó 451-es főút; ugyanott kilép Szentes belterületei közül.
- 30. kilométere után Szegvár területére lép (lakott területeit több kilométerre elkerüli).
- 31,7 kilométer után kiágazik belőle délkelet felé a 4405-ös út Székkutas felé.
- 38. kilométere táján Derekegyház területére ér (lakott területeit több kilométerre elkerüli).
- 38,5 kilométer után kiágazik belőle a 4523-as út Mindszent felé
- 42. kilométerétől Hódmezővásárhely területén halad.
- 49. kilométere előtt, a város belterületeitől északra felüljárón elhalad a 47-es főút fölött, amellyel csomópontja is van; itt véget is ér, folytatása már csak önkormányzati útként halad a belváros felé.

## Története
1934-ben a kereskedelem- és közlekedésügyi miniszter 70 846/1934. számú rendelete a Szentes déli része és az orosházi elágazás közti szakaszát másodrendű főúttá nyilvánította, a Kiskunfélegyháza–Orosháza közti 42-es főút részeként; ugyanakkor a Kunszentmárton-Szentes közti szakasza harmadrendű főútként a 416-os, az orosházi elágazástól Hódmezővásárhelyig tartó szakasz pedig a 421-es útszámozást kapta. Akkor a 45-ös útszámot még nem osztották ki, a második világháború idején viszont, az első és második bécsi döntések utáni időszakban szükségessé vált a kiosztása a jelentős kiterjedésű, visszacsatolt erdélyi területeken: akkor a Szászrégen-Marosvásárhely-Nyárádtő útvonal viselte ezt az útszámozást.